# Снегирёвка (приток Явони)
Снегирёвка — река в России, протекает по Демянскому району Новгородской области. Устье реки находится в 29 км по правому берегу реки Явонь. Длина реки составляет 14 км.
Примерно в километре от устья справа в Снегирёвку впадает Крутец
Река протекает по территории Песоцкого сельского поселения. У истоков реки стоит деревня Дубки бывшего Филиппогорского сельского поселения, ниже по течению расположены деревни Красная Горка, Боворицы и Пески.
Система водного объекта: Явонь → Пола → Ильмень → Волхов → Ладожское озеро → Нева → Балтийское море.

## Данные водного реестра
По данным государственного водного реестра России относится к Балтийскому бассейновому округу, водохозяйственный участок реки — Ловать и Пола, речной подбассейн реки — Волхов. Относится к речному бассейну реки Нева (включая бассейны рек Онежского и Ладожского озера).
Код объекта в государственном водном реестре — 01040200312102000022172.